# Покер (футбол)
У футбольній термінології покер-трик (англ. poker-trick), або просто покер — ситуація, в якій футболіст в одній грі забиває чотири голи. Голи, забиті за час додаткового часу враховуються, але голи забиті в серії післяматчевих пенальті не враховуються.

## На чемпіонатах світу
На чемпіонатах світу вперше покер був забитий у 1938 році в матчі Польща — Бразилія (5:6), коли поляк Ернест Вілімовський забив 4 з 5 голів своєї команди. Цікавість цієї гри полягає в тому, що це єдиний випадок на чемпіонатах світу, коли гравець, який здійснив покер, закінчив гру поразкою своєї команди.
Нижче представлена таблиця з усіма покерами на світових кубках.
| Покери на чемпіонатах світу | Покери на чемпіонатах світу | Покери на чемпіонатах світу | Покери на чемпіонатах світу | Покери на чемпіонатах світу      | Покери на чемпіонатах світу | Покери на чемпіонатах світу | Покери на чемпіонатах світу | Покери на чемпіонатах світу |
| №                           | Гравець                     | Збірна                      | Опонент                     | Голи                             | Турнір                      | Раунд                       | Дата                        | Прим.                       |
| --------------------------- | --------------------------- | --------------------------- | --------------------------- | -------------------------------- | --------------------------- | --------------------------- | --------------------------- | --------------------------- |
| 1.                          | Ернест Вілімовський         | Польща                      | Бразилія                    | 4 — (53 ', 59', 89 ', 118')      | 1938, Франція               | Перший етап                 | 5 червня 1938 року          | [ 4 ]                       |
| 2.                          | Адемір                      | Бразилія                    | Швеція                      | 4 — (17 ', 36', 52 ', 58')       | 1950, Бразилія              | Фінальний етап              | 9 липня 1950 року           | [ 5 ]                       |
| 3.                          | Шандор Кочиш                | Угорщина                    | ФРН                         | 4 — (3 ', 21', 67 ', 78')        | 1954, Швейцарія             | Перший етап                 | 20 червня 1954 року         | [ 6 ]                       |
| 4.                          | Жуст Фонтен                 | Франція                     | ФРН                         | 4 — (16 ', 36', 78 ', 89')       | 1958, Швеція                | Матч за 3-тє місце          | 28 червня 1958 року         | [ 7 ]                       |
| 5.                          | Еусебіу                     | Португалія                  | Північна Корея              | 4 — (27 ', 43', 56 ', 59')       | 1966, Англія                | Чвертьфінал                 | 23 липня 1966 року          | [ 8 ]                       |
| 6.                          | Еміліо Бутрагеньйо          | Іспанія                     | Данія                       | 4 — (43 ', 56', 80 ', 88')       | 1986, Мексика               | 1/8 фіналу                  | 18 червня 1986 року         | [ 9 ]                       |
| 7.                          | Олег Саленко                | Росія                       | Камерун                     | 5 — (14 ', 41', 44 ', 72', 75 ') | 1994, США                   | Перший етап                 | 28 червня 1994 року         | [ 10 ]                      |

## На Кубку конфедерацій
У Кубку конфедерацій покером відзначались 4 рази, як показано в таблиці нижче:
| # | Гравець           | Голи | Хвилини                 | Збірна            | Остаточний рахунок | Суперник          | Турнір         | Раунд         | Дата                | Прим.  |
| - | ----------------- | ---- | ----------------------- | ----------------- | ------------------ | ----------------- | -------------- | ------------- | ------------------- | ------ |
| 1 | Куаутемок Бланко  | 4    | 12 ', 19', 68 ', 77'    | Мексика           | 5–1                | Саудівська Аравія | Мексика, 1999  | Груповий етап | 25 липня 1999 року  | [ 11 ] |
| 2 | Марзук аль-Отаїбі | 4    | 8 ', 34', 78 ', 85'     | Саудівська Аравія | 5–1                | Єгипет            | Мексика, 1999  | Груповий етап | 29 липня 1999 року  | [ 12 ] |
| 3 | Фернандо Торрес   | 4    | 5 ', 33', 57 ', 78'     | Іспанія           | 10–0               | Таїті             | Бразилія, 2013 | Груповий етап | 20 червня 2013 року | [ 13 ] |
| 4 | Абель Ернандес    | 4    | 2 ', 24', 45 + 1 ', 67' | Уругвай           | 8–0                | Таїті             | Бразилія, 2013 | Груповий етап | 23 червня 2013 року | [ 14 ] |

## У Лізі чемпіонів
Ліга чемпіонів — найбільший європейський клубний турнір, тому забити покер на цьому турнірі було важко. У старій версії турніру лише угорець Ференц Пушкаш у 1960 році в одному матчі забив 4 голи. Він зробив це у фіналі того ж року, коли «Реал» переміг у Франкфурті «Айнтрахт» 7: 3.
У новому форматі Ліги чемпіонів покер був зафіксований 16 разів, як показано в таблиці нижче. Серед них Роберт Левандовський — єдиний, хто зумів це зробити двічі, у 2013 та 2019 роках.
Ліонель Мессі у 2012 році та бразилець Луїс Адріано у 2014 році пішли далі, реалізувавши пента-трик (5 голів в одному матчі). При цьому Луїс Адріано забив із свої 5-ти голів 4 у першому таймі, вперше в історії турніру. У 2023 році норвежець Ерлінг Голанн став другим після Ліонеля Мессі гравцем, який оформив пента-трик у матчі плей-оф Ліги чемпіонів.
| #  | Гравець               | Клуб                | Суперник               | Рахунок | Дата       | Прим.  |
| -- | --------------------- | ------------------- | ---------------------- | ------- | ---------- | ------ |
| 1  | Марко ван Бастен4     | Мілан               | Гетеборг               | 4–0     | 25/11/1992 | [ 17 ] |
| 2  | Сімоне Індзагі4       | Лаціо               | Марсель                | 5–1     | 14/03/2000 | [ 18 ] |
| 3  | Дадо Пршо4            | Монако              | Депортіво (Ла-Корунья) | 8–3     | 05/11/2003 | [ 19 ] |
| 4  | Руд ван Ністелрой4    | Манчестер Юнайтед   | Спарта (Прага)         | 4–1     | 03/11/2004 | [ 20 ] |
| 5  | Андрій Шевченко4      | Мілан               | Фенербахче             | 4–0     | 23/11/2005 | [ 21 ] |
| 6  | Ліонель Мессі4        | Барселона           | Арсенал (Лондон)       | 4–1     | 06/04/2010 | [ 22 ] |
| 7  | Бафетімбі Гоміс4      | Ліон                | Динамо (Загреб)        | 7–1     | 07/12/2011 | [ 23 ] |
| 8  | Ліонель Мессі5        | Барселона           | Баєр 04                | 7–1     | 07/03/2012 | [ 24 ] |
| 9  | Маріо Гомес4          | Баварія (Мюнхен)    | Базель                 | 7–0     | 13/03/2012 | [ 25 ] |
| 10 | Роберт Левандовський4 | Боруссія (Дортмунд) | Реал Мадрид            | 4–1     | 24/04/2013 | [ 26 ] |
| 11 | Златан Ібрагімович4   | Парі Сен-Жермен     | Андерлехт              | 5–0     | 23/10/2013 | [ 27 ] |
| 12 | Луїс Адріану5         | Шахтар (Донецьк)    | БАТЕ                   | 7–0     | 21/10/2014 | [ 28 ] |
| 13 | Кріштіану Роналду4    | Реал Мадрид         | Мальме                 | 8–0     | 08/12/2015 | [ 29 ] |
| 14 | Серж Гнабрі 4         | Баварія (Мюнхен)    | Тоттенгем Готспур      | 7–2     | 01/10/2019 | [ 30 ] |
| 15 | Роберт Левандовський4 | Баварія (Мюнхен)    | Црвена Звезда          | 6–0     | 26/11/2019 | [ 31 ] |
| 16 | Ерлінг Голлан5        | Манчестер Сіті      | РБ Лейпциг             | 7–0     | 14/03/2023 | [ 32 ] |

- 2012 року Ліонель Мессі став першим гравцем, який відзначився пента-триком в матчі Ліги чемпіонів, забивши 5 голів у переможному матчі над «Баєром» (7:1);[33]
- 2014 року бразилець Луїс Адріано забив 4 м'ячі в матчі проти БАТЕ у першому таймі та ще один гол у другій половині гри;[16]
- 2019 року Роберт Левандовський став першим гравцем, який забивав покер у більш ніж одному матчі Ліги чемпіонів .[31]